# Brown, Boveri & Cie
Pour les articles homonymes, voir Brown, Boveri et BBC (homonymie).
Brown, Boveri & Cie ou BBC est une entreprise suisse d'électrotechnique.

## Histoire

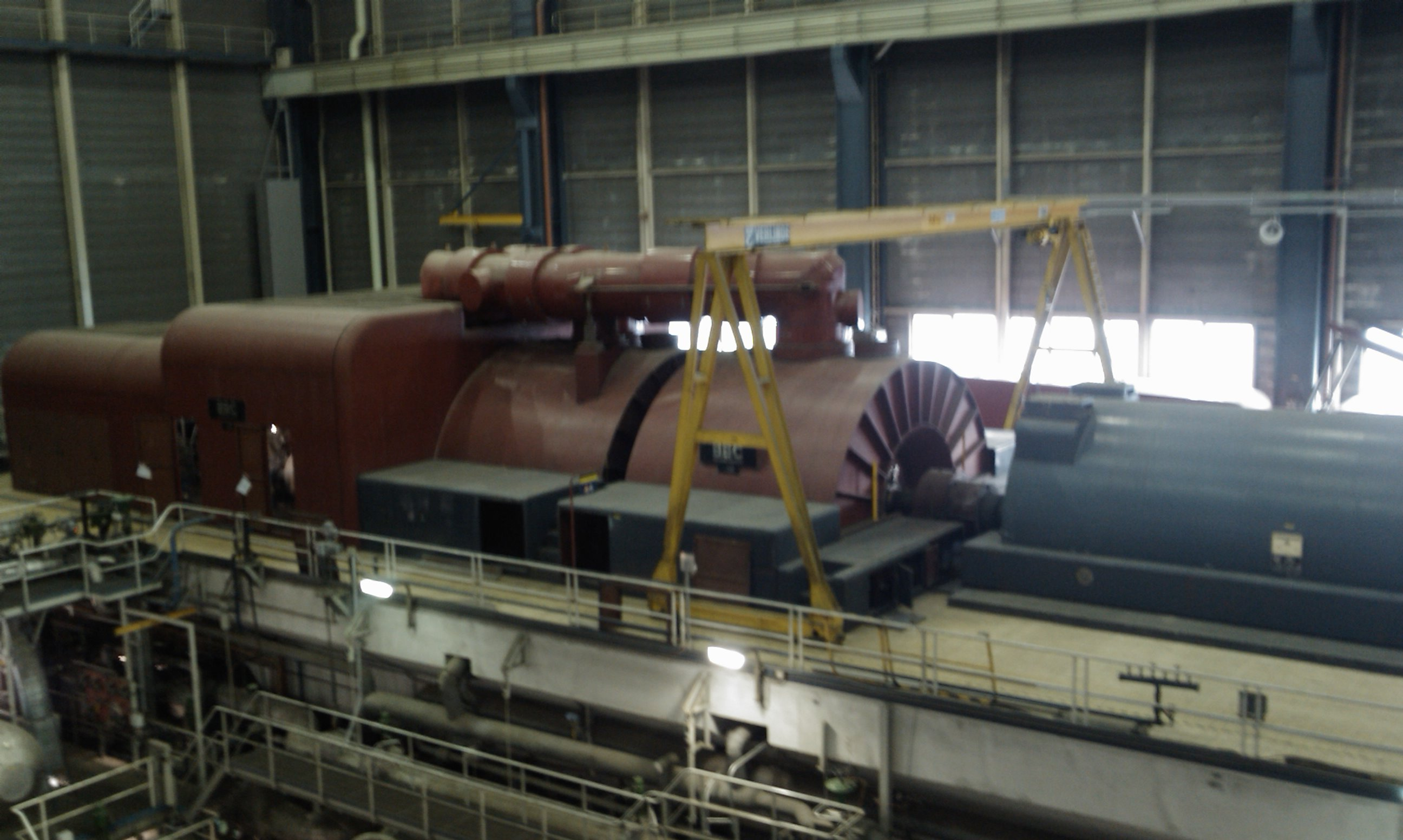
Turbine à vapeur (modèle : Brown, Boveri & Cie) Couplée à un alternateur : (Modèle : ACEC Charleroi) Puissance : 290 MW. Vitesse : 3000 tr/min.

En 1887, le directeur de la division technique des Constructions mécaniques Oerlikon, Charles Eugene Lancelot Brown (en), et le directeur du département Fabrication, Walter Boveri, décidèrent de fonder leur propre entreprise. Boveri, qui s'était chargé de trouver des investisseurs, n'y parvint qu'après s'être fiancé en 1890 avec la fille de l'industriel zurichois Conrad Baumann.

La première locomotive à courant trisphasé pour la motrice F 2/2.

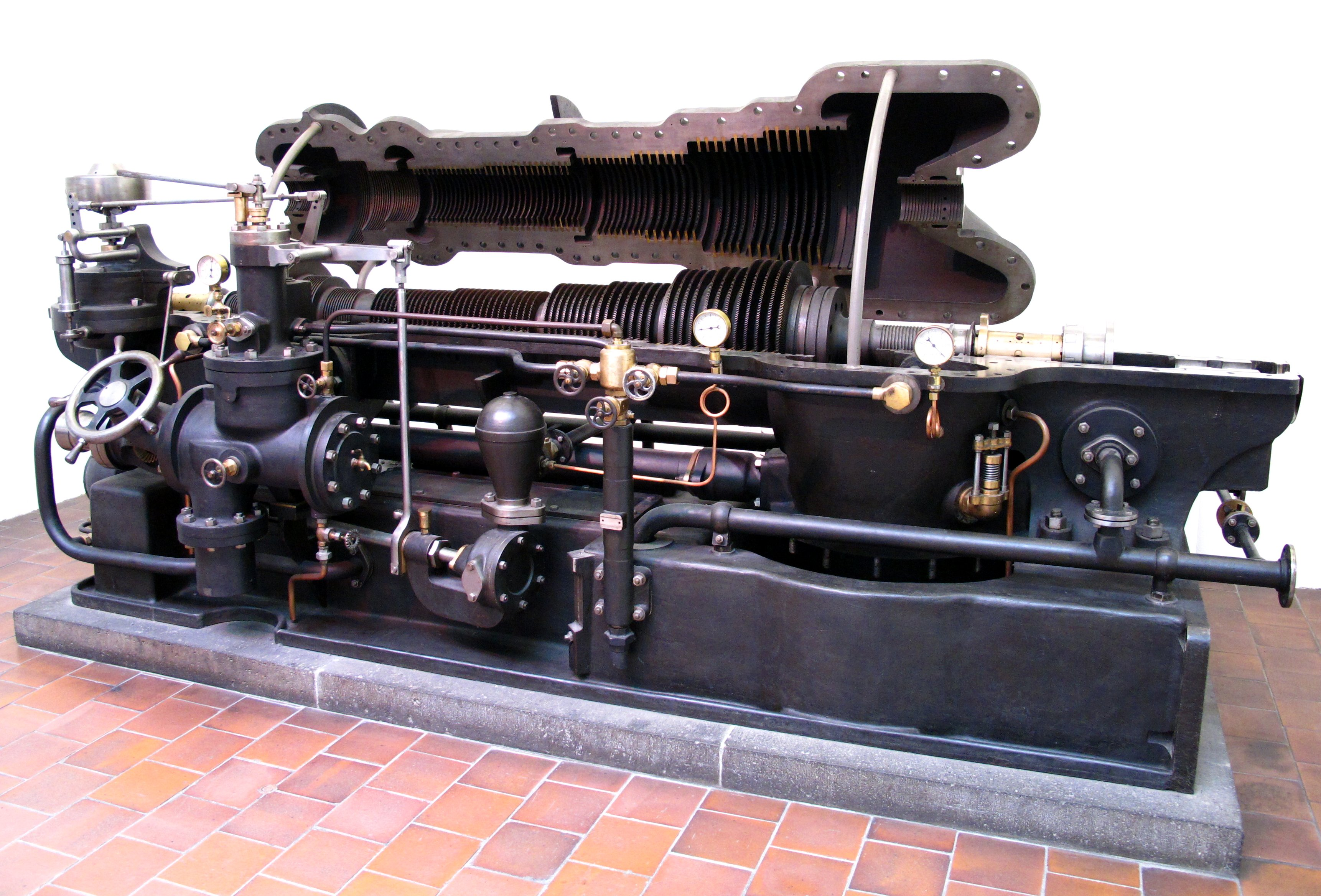
Turbine à vapeur sortie d'usine en 1902 au Deutsches Museum, Munich.

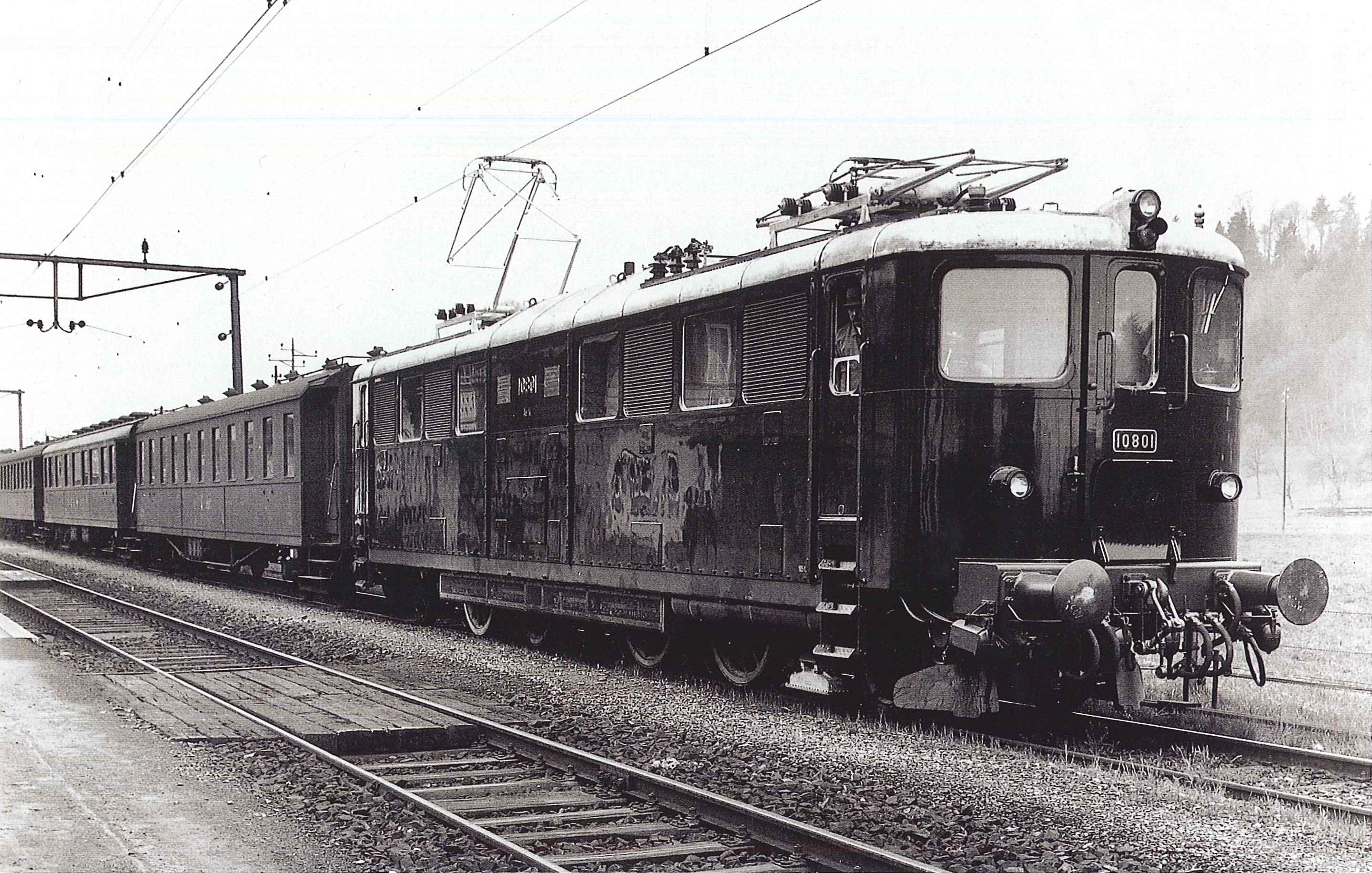
Motrice électrique Ae 4/6 des CFF.

Le 20 décembre 1890, Brown et Boveri signèrent leur contrat d'association. Les frères Karl et Louis Pfister, entrepreneurs immobiliers à Baden, cherchaient à équiper leur lotissement d'une centrale électrique. Ayant appris la création de Brown et Boveri, ils rencontrèrent les deux industriels en janvier 1891. Ils vantèrent Baden comme le site idéal pour un chantier expérimental (terrain facile à aménager, main d'œuvre bon marché, connexion au réseau ferré) et se portaient garants pour le financement d'une centrale thermique municipale. Le choix de Baden fut confirmé le 23 février 1891, la fondation de la société en nom collectif Brown, Boveri & Cie. fut prononcée le 2 octobre 1891. Au mois de février 1892, le chantier pouvait démarrer.
Brown & Boveri se distingua très vite par de nombreuses innovations : d'abord les postes électriques transformateurs et la génératrice de la ligne à haute tension Lauffen–Francfort le 25 août 1891, juste à temps pour le Salon international de l'électricité de 1891 de Francfort-sur-le-Main ; puis en 1893, la première centrale thermique à courant alternatif d'Europe, encore à Francfort. Afin de réguler l'activité d'une société en forte croissance, Boveri remit des offres pour la plupart des centrales électriques en construction, par exemple Motor-Columbus et les centrales thermiques du Nord-est. Brown, de son côté, rachetait plusieurs brevets et, avec la réalisation de la première motrice électrique, jeta les bases de la traction électrique, aussi bien pour les tramways que pour le train : en 1896, le premier tramway  électrique au monde équipait la ville de Lugano, et en 1899, la ligne Berthoud-Thoune fut la première ligne ferroviaire à écartement normal électrifiée.
En 1900, Brown & Boveri adopta les statuts de société anonyme et commença à se développer à l'étranger, d'abord en Allemagne à Mannheim-Käfertal, puis par diverses filiales comme la Compagnie Électro-Mécanique (CEM, 1894) en France et Tecnomasio Italiano Brown Boveri en Italie (1903). L'Allemand AEG obtint il est vrai en 1904-05 la participation majoritaire, mais elle l'avait rétrocédée dès 1915 ; par la suite, le capital fut suffisamment verrouillé. Vers 1910, Brown & Boveri était le plus grand constructeur mécanique de Suisse, grâce à la demande soutenue en centrales électriques de forte puissance et à l'électrification du réseau ferré.
Sous l'impulsion de son PDG Karl Schnetzler (1876–1950) (président du directoire en 1922, puis membre du conseil de surveillance après 1944), Brown, Boveri & Co. aida le chirurgien allemand Ferdinand Sauerbruch à fonder une société spécialisée dans les prothèses, DERSA, (1919-1920). Elle reprend en 1911 la Société d'électricité Alioth (EGA).
Si, depuis 1911, Brown s'était retiré des affaires, Boveri conserva jusqu'à sa mort la présidence du conseil d'administration de la société. Du reste, les deux associés disparurent l'un après l'autre en 1924. La croissance de la société connut un net coup de frein après la crise de 1929, et dut pour cela révendre en 1931 sa filiale américaine à Allis-Chalmers, et même réduire sa capitalisation en 1938.
Pour se diversifier, Brown & Boveri se lança en 1937 dans l’électronique à lampes. Ce nouveau secteur couvrait la fabrication d'émetteurs radio, de retransmetteurs de faisceau, de talkie-walkies, d'instruments de mesure électrique et de composants comme les aimants permanents samarium-cobalt, les afficheurs à cristaux liquides et les composants de puissance. La main d'œuvre s'accrut à Mannheim jusqu'à 15 000 ouvriers, ce qui en faisait la plus grosse filiale étrangère du groupe suisse. La Commission Bergier a pu établir que les filiales de Mannheim et d'Heidelberg n'avaient pas employé de travailleurs déportés, mais que, dans d'autres usines, une main d'œuvre esclave a bien été utilisée, décrite dans le rapport comme « civils étrangers, prisonniers de guerre et évadés des camps de concentration. » La filiale Stotz-Kontakt a « très vraisemblablement employé pendant plusieurs mois » des détenus du camp de concentration de Buchenwald et même ces travailleurs forcés ont « très vraisemblablement » été affectés à la construction d'une centrale électrique pour l'usine I.G. Farben du camp de concentration d'Auschwitz .
La mise au point, en 1939, de la première turbine à gaz commercialisable par Adolf Meyer et Claude Seippel, a donné un second souffle à l'entreprise, qui dans l'Après-Guerre, s'exprima surtout outre-mer. Une seconde innovation survint en 1951 avec le cyclotron, puis une troisième, avec le réacteur nucléaire à très haute température, conçu en 1956 par Rudolf Schulten ; mais l'échec de sa fabrication a précipité les difficultés de l'entreprise après 1991.
Brown, Boveri & Cie racheta en 1960 la société d'appareils électroménagers Rondo-Werke Berning & Co. de Schwelm. En 1965, le groupe réalisait un chiffre d'affaires de 1,308 milliard de DM et employait 38 000 ouvriers. En 1967, il racheta son ancien commanditaire Maschinenfabrik Oerlikon et en 1969 les Ateliers de Sécheron, consolidant sa position sur le marché des motrices. Brown & Boveri était surtout réputé pour sa gamme de moteurs électriques, dont les puissances allaient de quelques watts à 2 000 kW, et qui étaient très appréciés du monde industriel. Brown, Boveri & Cie est ainsi parvenue à se hisser au côté de Siemens comme un leader mondial des équipements électriques. Le groupe continuait de produire des moteurs à courant continu, alternatif ou triphasé, des générateurs, des turbines à vapeur et à gaz pour les centrales électriques, des transformateurs, des turbocompresseurs, des accélérateur de particules et des bêtatrons. Les appareils électroménagers (cuisinières électriques, grills, réfrigérateurs etc.) faisaient également partie de sa gamme commerciale.
En 1987, le groupe comprenait 159 sociétés réparties sur cinq continents ; mais malgré sa réputation d'innovation, le coût de ses produits et la rivalité croissante entre la maison mère de Baden et sa filiale allemande de Mannheim, désormais indépendante juridiquement, pesait sur ses résultats. Enfin les milliards investis dans les réacteurs nucléaires à très haute température, comme le réacteur à thorium de Hamm, l'ont été en pure perte. Brown, Boveri & Co. fusionne en 1988 avec la société suédoise Allmänna Svenska Elektriska Aktiebolaget (ASEA) sous le nom de Asea Brown Boveri (ABB).